# John Wray (écrivain)
Pour les articles homonymes, voir John Wray.
John Wray, né en 1971 à Washington, D.C., est un écrivain américain.

## Œuvres

### Romans
- (en) The Right Hand of Sleep, Knopf, 2001
- (en) Canaan’s Tongue, Knopf, 2005
- (en) Lowboy, Farrar, Straus and Giroux, 2009
- Les Accidents, Seuil, 2017 ((en) A Window Across the River, Farrar, Straus and Giroux, 2016), trad. Charles Recoursé, 544 p.  (ISBN 978-2-021-19417-3)
- (en) Godsend, Farrar, Straus and Giroux, 2018